# 黒田斗真
黒田 斗真（くろだ とうま、2000年12月31日 - ）は、日本のキックボクサー。大阪府八尾市出身。K-1ジム心斎橋チームレパード所属。K-1バンタム級日本最強決定トーナメント優勝。元K-1 WORLD GPバンタム級王者。

## 来歴
中学時代に不良行為に走り、格闘技を習っているにも関わらず他人に暴力を振るうなどしたことで「警察に4度捕まって少年院に入った」と話している。その後、少年院に届いた兄からの手紙を読んで心を入れ替え、再び格闘技をやることを決意。そこから更生してプロ格闘家となった。家族や周りには「結果でしっかりと恩返しをしていきたい」と話した。
2017年10月14日にK-1を主催するグッドルーザーが運営するイベント「KHAOS 4」でプロデビュー。桑田裕太と対戦し、桑田のまぶたからの出血によりドクターストップでTKO勝ち。
2019年8月24日、K-1 WORLD GP 2019 JAPAN～日本vs世界・5対5＆スペシャル・スーパーファイトin大阪～で野田蒼と対戦して引き分け。
2020年10月17日、Krush.118の第6代Krushバンタム級王座決定トーナメントに出場し、1回戦で多久田和馬に3-0の判定勝ち。
2020年12月19日、Krush.120のトーナメント2回戦で吉岡ビギンと対戦し、ハイキックでダウンを奪われて0-3の判定負け。
2022年6月19日、THE MATCH 2022でK-1代表として対抗戦でRISEファイターの風音と対戦し、0-3の判定負け。
2022年12月3日、K-1 WORLD GP 2022 in OsakaのK-1 WORLD GP初代バンタム級（-53kg）王座決定トーナメント1回戦に出場し、1回戦でヨーシラー・チョー.ハーパヤックと対戦し延長1Rに3-0の判定勝ち。同日の2回戦で壬生狼一輝に2-0の判定勝ち。同日の決勝戦で石井一成に延長1Rで2-1の判定勝ち。初代王座に就いた。

## 戦績

### プロキックボクシング
| キックボクシング 戦績 | キックボクシング 戦績 | キックボクシング 戦績 | キックボクシング 戦績 | キックボクシング 戦績 | キックボクシング 戦績 | キックボクシング 戦績 |
| --------------------- | --------------------- | --------------------- | --------------------- | --------------------- | --------------------- | --------------------- |
| 17 試合               | (T)KO                 | 判定                  | その他                | 引き分け              | 無効試合              |                       |
| 13 勝                 | 4                     | 9                     | 0                     | 1                     | 0                     |                       |
| 3 敗                  | 0                     | 3                     | 0                     | 1                     | 0                     |                       |

| 勝敗 | 対戦相手                        | 試合結果                                  | 大会名                                                                              | 開催年月日     |
| ○    | 石井一成                        | 3R終了 判定3-0                            | K-1 ReBIRTH.2 【K-1 WORLD GPバンタム級タイトルマッチ】                              | 2023年12月9日  |
| ○    | ラマダン・オンダッシュ          | 3R終了 判定3-0                            | AZABU PRESENTS K-1 WORLD GP 2023～初代ミドル級王座決定トーナメント～                | 2023年6月3日   |
| ○    | 石井一成                        | 3R+延長1R終了 判定2-1                     | K-1 WORLD GP 2022 in Osaka 【K-1 WORLD GP初代バンタム級王座決定トーナメント決勝】   | 2022年12月3日  |
| ○    | 壬生狼一輝                      | 3R終了 判定2-0                            | K-1 WORLD GP 2022 in Osaka 【K-1 WORLD GP初代バンタム級王座決定トーナメント準決勝】 | 2022年12月3日  |
| ○    | ヨーシラー・チョー.ハーパヤック | 3R+延長1R終了 判定3-0                     | K-1 WORLD GP 2022 in Osaka 【K-1 WORLD GP初代バンタム級王座決定トーナメント1回戦】  | 2022年12月3日  |
| ×    | 風音                            | 3R+延長1R終了 判定0-3                     | THE MATCH 2022                                                                      | 2022年6月19日  |
| ○    | 壬生狼一輝                      | 3R+延長1R終了 判定2-1                     | K-1 WORLD GP 2021 in Osaka                                                          | 2021年12月4日  |
| ○    | 壬生狼一輝                      | 1R 0:31 KO（左ストレート）                | K-1 WORLD GP 2021 JAPAN 【K-1バンタム級日本最強決定トーナメント決勝】               | 2021年5月30日  |
| ○    | 松本日向                        | 3R終了 判定3-0                            | K-1 WORLD GP 2021 JAPAN 【K-1バンタム級日本最強決定トーナメント準決勝】             | 2021年5月30日  |
| ○    | 池田幸司                        | 2R 2:10 KO（飛び膝蹴り）                  | K-1 WORLD GP 2021 JAPAN 【K-1バンタム級日本最強決定トーナメント1回戦】              | 2021年5月30日  |
| ×    | 吉岡ビギン                      | 3R終了 判定0-3                            | Krush.120 【第6代Krushバンタム級王座決定トーナメント準決勝】                        | 2020年12月19日 |
| ○    | 多久田和馬                      | 3R終了 判定3-0                            | Krush.118 【第6代Krushバンタム級王座決定トーナメント1回戦】                         | 2020年10月17日 |
| ×    | 晃貴                            | 3R+延長1R終了 判定0-3                     | Krush.115                                                                           | 2020年6月28日  |
| ○    | 野田蒼                          | 1R 0:43 TKO                               | Krush.108                                                                           | 2019年11月16日 |
| △    | 野田蒼                          | 3R終了 判定1-0                            | K-1 WORLD GP 2019 JAPAN～日本vs世界・5対5＆スペシャル・スーパーファイトin大阪～     | 2019年8月24日  |
| ○    | KING TSUBASA                    | 3R終了 判定2-0                            | DEEP KICK 38                                                                        | 2019年1月6日   |
| ○    | 桑田裕太                        | 1R 2:12 TKO（出血によるドクターストップ） | KHAOS 4                                                                             | 2017年10月14日 |

## 獲得タイトル
- K-1バンタム級日本最強決定トーナメント 優勝（2021年）
- 初代K-1 WORLD GPバンタム級王座（2022年）